# Marco Chomón
Marcos Chomón Montaña (5 de noviembre de 1988 en Burgos) es un jugador de fútbol americano en el equipo de Osos de Madrid (Rivas-Vaciamadrid) perteneciente a la Liga Nacional de Fútbol Americano (LNFA). Juega en la posición de receptor (wide receiver) con el dorsal número 81.
Ha sido internacional con la selección española junior, jugando la fase previa del campeonato de Europa junior de Estocolmo.
Tras un prometedor inicio en la categoría senior durante la temporada 2008 sufrió una importante lesión de rodilla que acabó con su temporada rookie. Recuperado a tiempo para los últimos partidos de la temporada temporada 2009, disputó la fase de playoff, destacándose en la semifinal de liga, donde consiguió anotar por primera vez desde su retorno. 
Su debut como internacional senior se produjo el 17 de julio de 2012, en el Estadio Joan Serrahima frente a los cardinals de North Central College.